# Robert Dessaix
Robert Dessaix (n. 17 februarie 1944) este un romancier, eseist și jurnalist australian.